# Martín Luis Guzmán

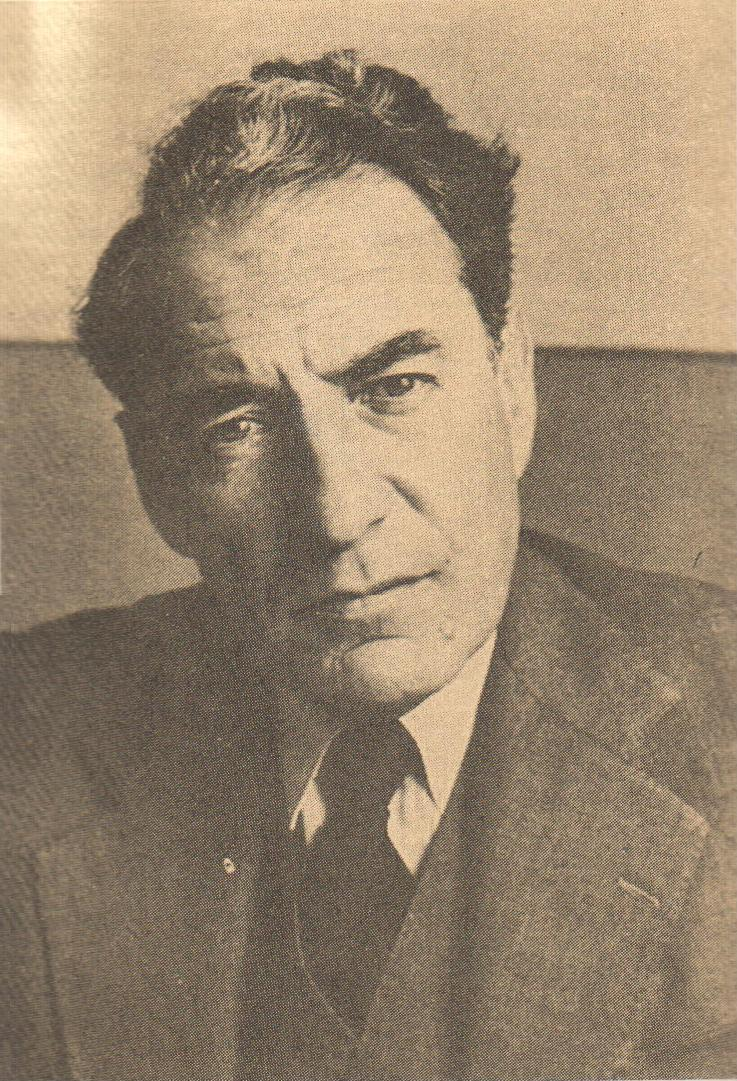
Der mexikanische Schriftsteller Martín Luis Guzmán

Martín Luis Guzmán (* 6. Oktober 1887 in Chihuahua; † 22. Dezember 1976 in Mexiko-Stadt) war mexikanischer Zeitungsjournalist und Schriftsteller und gilt neben Mariano Azuela als einer der Pioniere des Revolutionsromans, einem Genre, das sich mit der mexikanischen Revolution beschäftigt.

## Biografie
Guzmán wurde am 6. Oktober 1887 in Chihuahua als Sohn eines Berufsoffiziers geboren. Er wuchs in Mexiko-Stadt und Veracruz auf, wo er katholische Jungenschulen besuchte. 1908 nahm er in Mexiko-Stadt ein Jura-Studium auf. Zu seinen Mitstudenten zählen die späteren Autoren Pedro Henríquez Ureña, Alfonso Reyes, Antonio Caso und José Vasconcelos. Guzmán beteiligte sich an Veranstaltungen deren Gruppe Ateneo de la Juventud und schreibt für verschiedene Tageszeitungen.
Mit Beginn der revolutionären Unruhen im Jahr 1910 schloss sich Guzmán den Reformern um den Präsidentschaftskandidaten Francisco Madero an und nahm an Demonstrationen gegen die Wiederwahl des Diktators Porfirio Díaz teil. Nach Maderos Ermordung im Jahr 1913 schloss sich Guzmán den Truppen des Revolutionsgenerals Francisco Villa an und stieg zum Coronel auf. Noch im selben Jahr wurde er verhaftet und ging im darauffolgenden Jahr ins spanische Exil. Dort veröffentlichte er sein erstes Buch, La querella de México.
Zwischen 1916 und 1920 lebte und schrieb er in New York. Dort arbeitete er unter anderem als Leiter der spanischsprachigen Zeitschrift El Gráfico und schrieb für El Universal. Die Artikel veröffentlichte er in einem Sammelband mit dem Titel A Orillas del Hudson (1920).
Nach seiner Rückkehr nach Mexiko arbeitete Guzmán weiter als Journalist und gründete die Abendzeitung El Mundo. Er wurde zum Abgeordneten des Partido Nacional Cooperativista gewählt, musste jedoch 1924 nach der Wahl von Plutarco Elias Calles zum Präsidenten erneut ins Exil nach Spanien fliehen. Dort blieb er bis zum Vorabend des spanischen Bürgerkriegs im Jahr 1936. In seinen Romanen El águila y la serpiente (1928) und La sombra del caudillo, die zunächst in Mexiko durch die Zensur verboten waren, verarbeitet er seine Erinnerungen an den mexikanischen Bürgerkrieg und die Folgezeit. Sein wichtigstes Werk ist jedoch Memorias de Pancho Villa (1940), eine fiktionale Autobiografie von Pancho Villa, in der Guzmán zahlreiche historische Dokumente verarbeitet.
Nach seiner Rückkehr stilisierte ihn die nachrevolutionäre politische Führung der PRI zu einer Leitfigur der mexikanischen Literatur. Von 1953 bis 1958 war Guzmán UN-Botschafter Mexikos. Für seinen Roman Muertes Históricas (1958) erhielt er den Nationalen Buchpreis. Im Jahr 1970 wurde er Senator.
Martín Luis Guzmán starb am 22. Dezember 1976 in Mexiko-Stadt.